# 尾囊海龍屬
尾囊海龍屬，為輻鰭魚綱棘背魚目海龍科的其中一屬。

## 下属物种
- 西澳大利亞尾囊海龍（Mitotichthys meraculus）
- 莫氏尾囊海龍（Mitotichthys mollisoni）
- 半線尾囊海龍（Mitotichthys semistriatus）
- 塔氏尾囊海龍（Mitotichthys tuckeri）